# Dragster

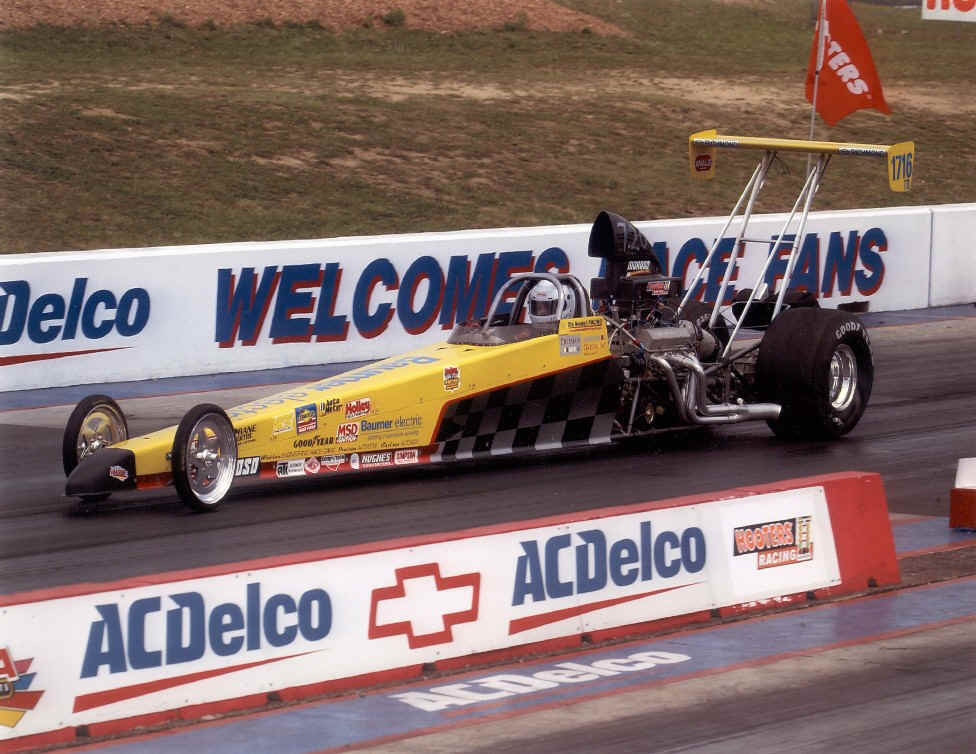
Dragster

Un dragster es un vehículo automotriz de 4 ruedas especializado en las competencias deportivas llamadas carreras de aceleración (automovilismo). Su circulación en carreteras públicas está prohibida. Las llantas traseras son las que normalmente tienen la propulsión, y son mucho más grandes que las delanteras, se les conoce también como slicks. El frenado se realiza por paracaídas. Tiene tendencia a realizar caballitos inesperados, perdiendo el control del vehículo, por lo que son muy peligrosos de conducir. Para contrarrestar esa tendencia están diseñados con batalla muy grande. Deben recorrer 402.25m (un cuarto de milla) desde 0 en menos de 10 segundos. Pueden alcanzar más de 500 km/h en pocos segundos. La distancia más común a recorrer es el cuarto de milla (402.25m) y las principales categorías en que compite este tipo de auto son: Jet car, Super Comp, Electric drag racing, Top Alcohol, Top Fuel.

## Organización

### Europa
Las carreras de aceleración las importaron a Europa las tropas de la OTAN durante la Guerra Fría. Estas se organizaban en las bases aéreas de Ramstein y Sembach en la década de los 60 y pistas de despegue y circuitos de Reino Unido hasta que se abrió la primera pista de aceleración oficial y permanente de Europa, Santa Pod Raceway en 1966.
La FIA organiza un campeonato de las categorías Top Fuel, Top Methanol Dragster, Top Methanol Funny Car, Pro Modified y Pro Stock en Europa. La FIM Europa organiza un evento similar para motos.